# Santa Maria Nuova, Cortona
Cerkev Santa Maria Nuova je rimskokatoliški kraj čaščenja in stoji tik ob obzidju mesta Cortona v Toskani v Italiji.

## Gradnja
Cerkev je bila zgrajena za hišo čudežne podobe Blažene Device, ki je bila prej v zasebni kapeli. Gradnja se je začela leta 1550, cerkev pa je bila posvečena leta 1610. Prvotna cerkvena zasnova je pripisana Giorgiu Vasariju, modificiral pa jo je Battista Cristoforo Fanelli. V tlorisu grškega križa je postavljena na pol in proti pobočju, in ima kupolo z lanterno, dokončano leta 1600. Tambur kupole v notranjosti podpirajo štirje močni stebri. Na obeh straneh so štirje kraki križa pokriti z banjastim obokom, medtem ko se nad vogalnimi prostori dvigajo štiri majhne kupole.

## Oprema
Visoki oltar je dokončal cortonski umetnik Bernardino Radi. Na oltarni sliki desno od vhoda je slika Alessandra Allorija, ki prikazuje Rojstvo Device Marije (16. stoletje). Rozetno okno na fasadi je zasnoval Urbano Urbani (16. stoletje) in prikazuje Čaščenje magov . V desnem kraku transepta so orgle iz leta 1613, ki jih je zgradil Cesare Romani in so bile večkrat spremenjene. 